# Dwight F. Davis
Dwight Filley Davis, född 5 juli 1879, Saint Louis, Missouri, USA, död 28 november 1945, var en amerikansk politiker och vänsterhänt tennisspelare, instiftare av tennisturneringen Davis Cup.

## Tenniskarriären
Dwight Davis var en av USA:s tio bästa spelare 1898-1901, han räknades som nummer två 1899-1900. Tillsammans med landsmannen Holcombe Ward vann han herrdubbeltiteln i Amerikanska mästerskapen tre gånger i rad (1899-1901) över amerikanska motståndarpar. År 1902 förlorade han och Ward sin dubbeltitel till det brittiska brödraparet Reginald Doherty och Laurie Doherty (9-11, 10-12, 4-6).
Davis och Ward nådde också final i herrdubbel i Wimbledonmästerskapen 1901. Davis hade också betydande framgång som singelspelare och var två gånger (1898-1899) uppe i singelfinal i Amerikanska mästerskapen.

## Davis Cup
År 1899 lät Dwight Davis, som då fortfarande var student vid Harvard University, juvelerarfirman Shreve, Crump & Low tillverka en stor guldkantad silverpokal, tänkt att under benämningen the International Lawn Tennis Challenge Trophy bli vandringspokal i en internationell tennisturnering mellan herrlandslag. Både själva trofén och turneringen kom inofficiellt redan från början att bära hans namn, "Davis Cup". Första gången turneringen spelades (1900 i Boston), deltog Davis själv, hans kamrat Ward och Malcolm Whitman i det amerikanska laget som mötte ett brittiskt lag bestående av Arthur Gore, Herbert Roper Barrett och Ernest Black. Amerikanerna vann med 3-0 och blev därmed de första cupsegrarna. Nästa möte var 1902, också i USA, denna gång förlorade Davis och Ward sin dubbelmatch mot Reginald Doherty och Joshua Pim, men USA vann mötet med 3-2.

## Tennisspelaren och personen
Dwight Davis växte upp i en mycket välbärgad familj i Saint Louis. Efter skolgången började han som student på Harvard University. Redan som skolpojke hade han intresserat sig för tennis som han tidigt började spela. Han fortsatte spela under studietiden. Han blev nära vän med en tennisspelande medstudent, Holcombe Ward, och tillsammans kom de två att bilda ett mycket framgångsrikt dubbelpar. Davis själv spelade en tämligen modern tennis, med serve och smash över huvudet och volleyspel vid nätet. 

## Politikerkarriären
År 1923 blev Davis president över the US Lawn Tennis Association (USLTA). Perioden 1925-29 var han USA:s krigsminister i president Calvin Coolidges kabinett. Han var därefter generalguvernör över Filippinerna fram till 1932. Under andra världskriget var han generaldirektör för amerikanska arméns specialstyrkor.
Dwight Davis upptogs 1956 i the International Tennis Hall of Fame.

## Grand Slam-titlar
- Amerikanska mästerskapen
  - Dubbel - 1899, 1900, 1901